# 보령머드축제
보령머드축제(Boryeong Mud festival)는 대한민국 충청남도 보령시 주관으로 대천해수욕장을 기반으로 개최되는 지역 축제로, 한국의 가장 대표적인 여름 축제이다. 대천해수욕장을 비롯한 지역 관광명소를 홍보코자 충청남도 보령시에서 1998년 7월에 최초로 축제를 개최하였다. 문화체육관광부 선정 '대한민국 글로벌육성 축제'로 지정되었다.
보령머드축제는 대천해수욕장에서 매년 7월경에 개최된다. 머드(진흙)를 이용하여 마사지 및 각종 놀이를 즐기는 축제로 머드 불꽃축제, 머드셀프 마사지존, 머드 바디페인팅, 각종 공연 등이 행해진다.

## 갤러리

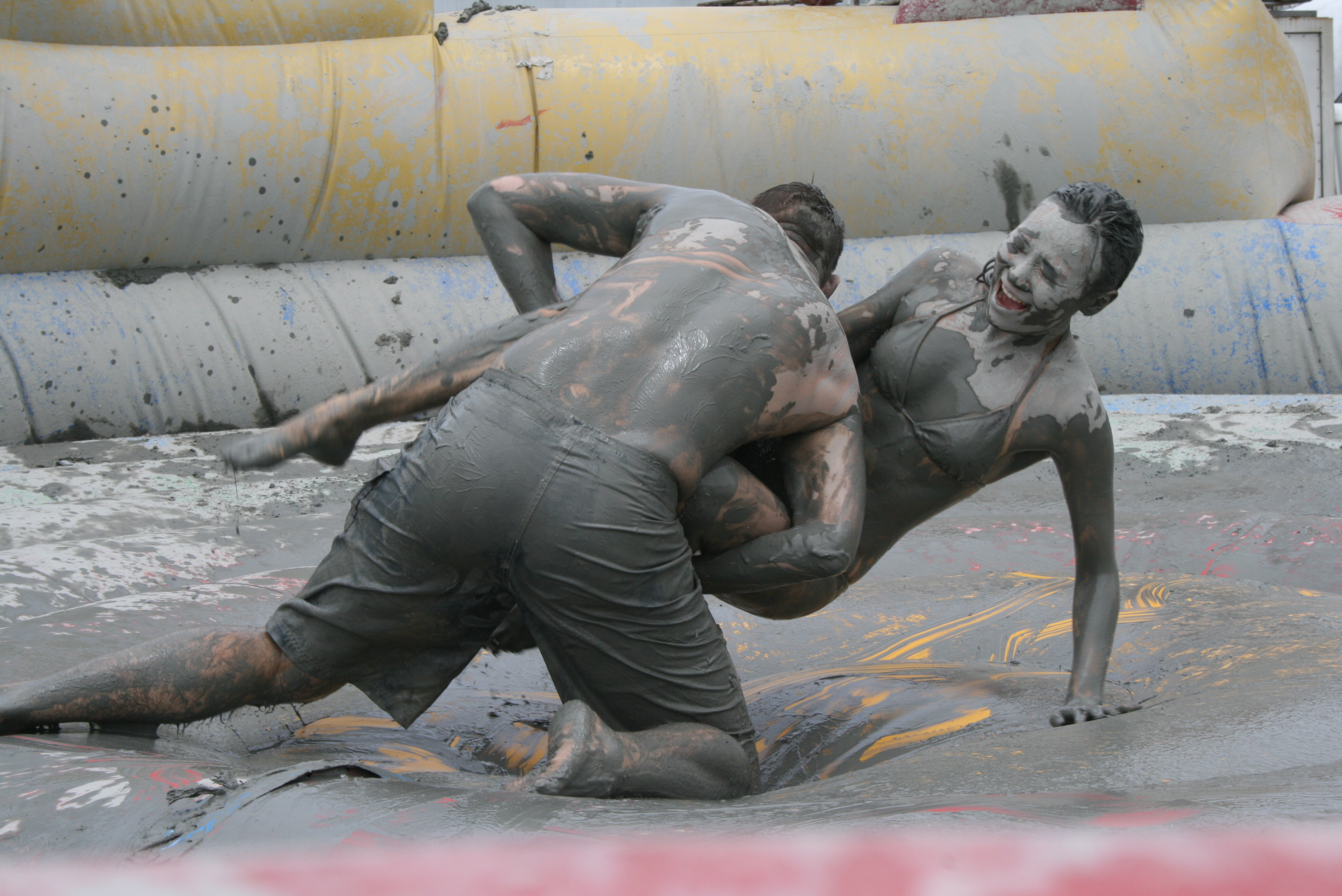
진흙탕 싸움1
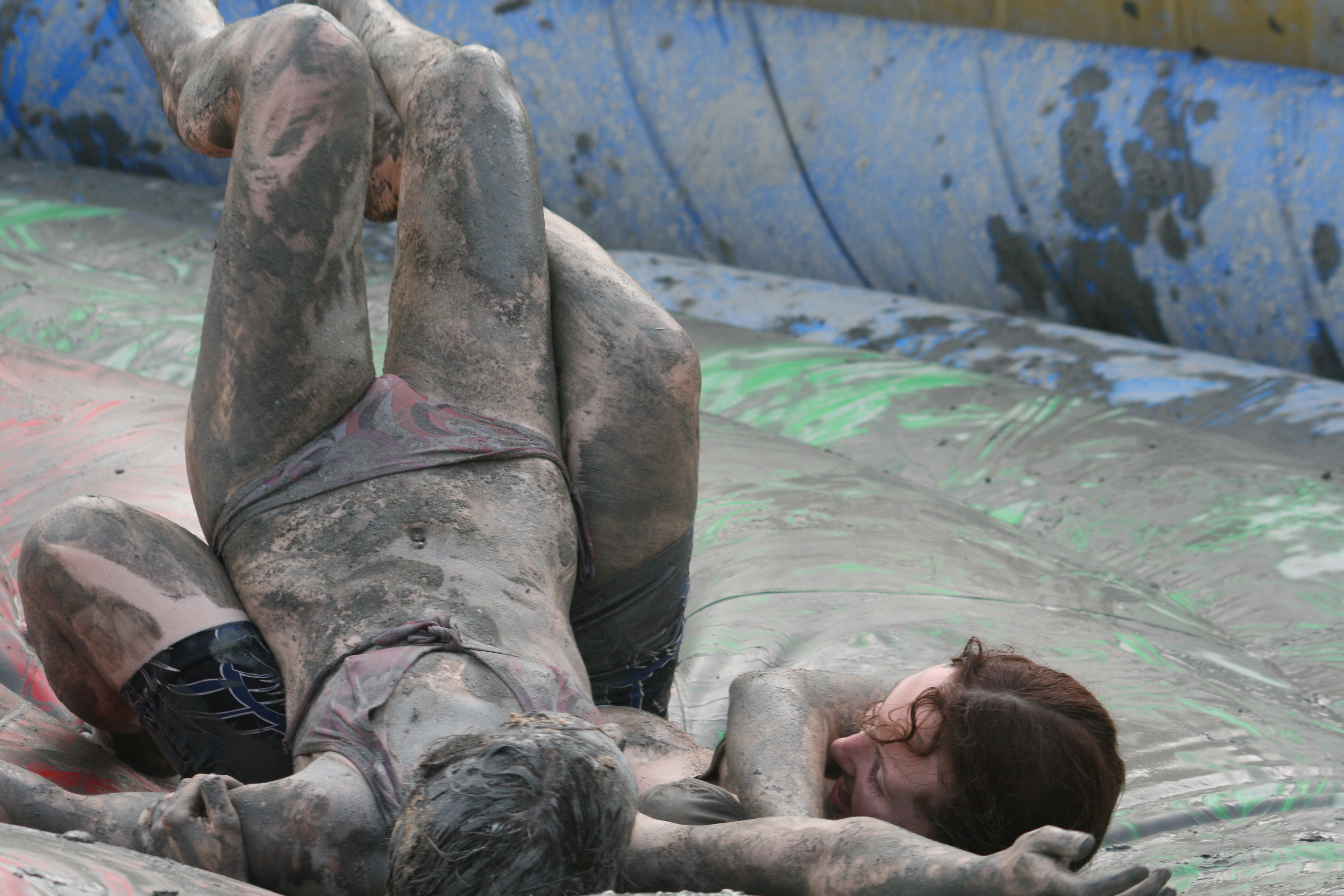
진흙탕 싸움2
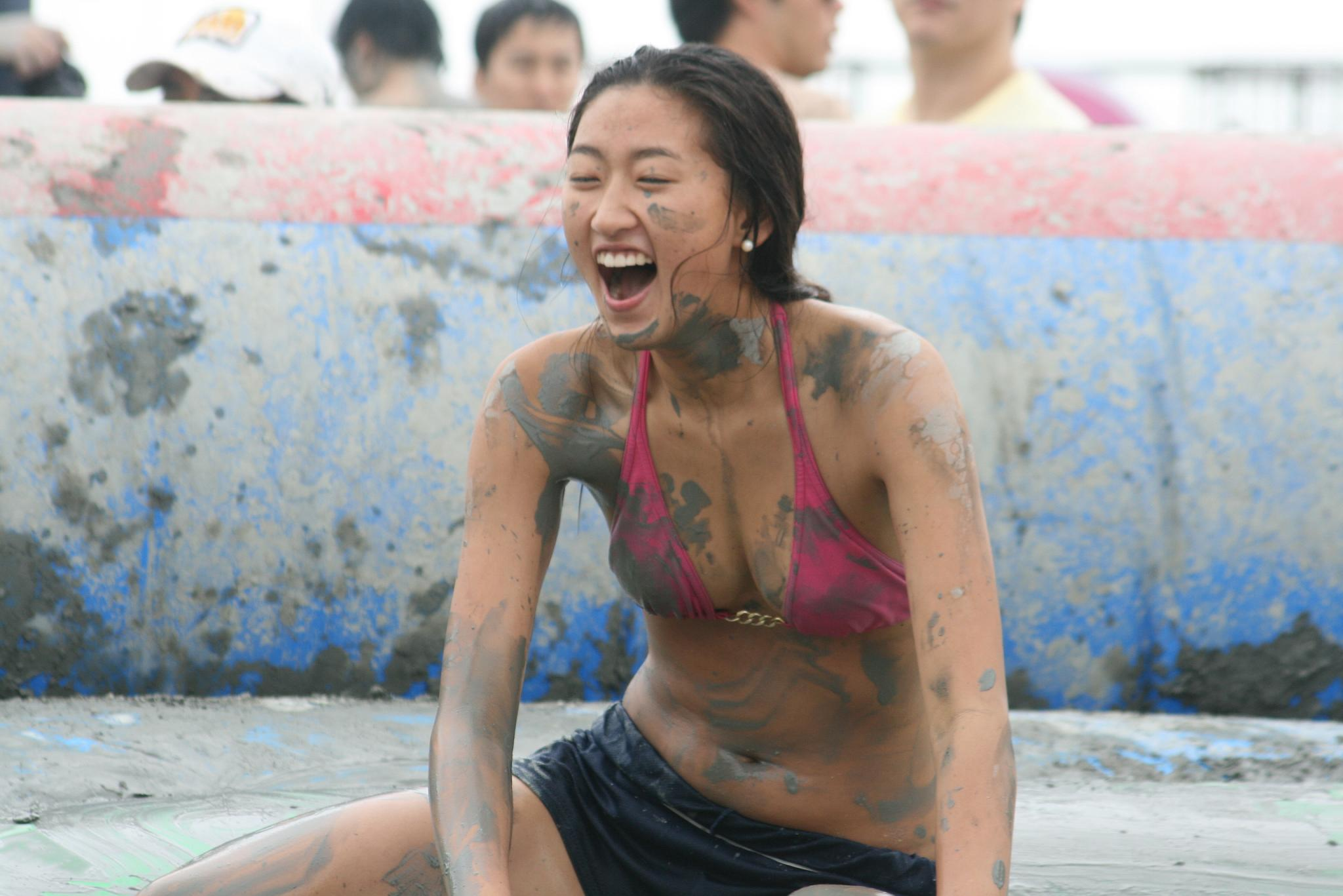
진흙탕 싸움3
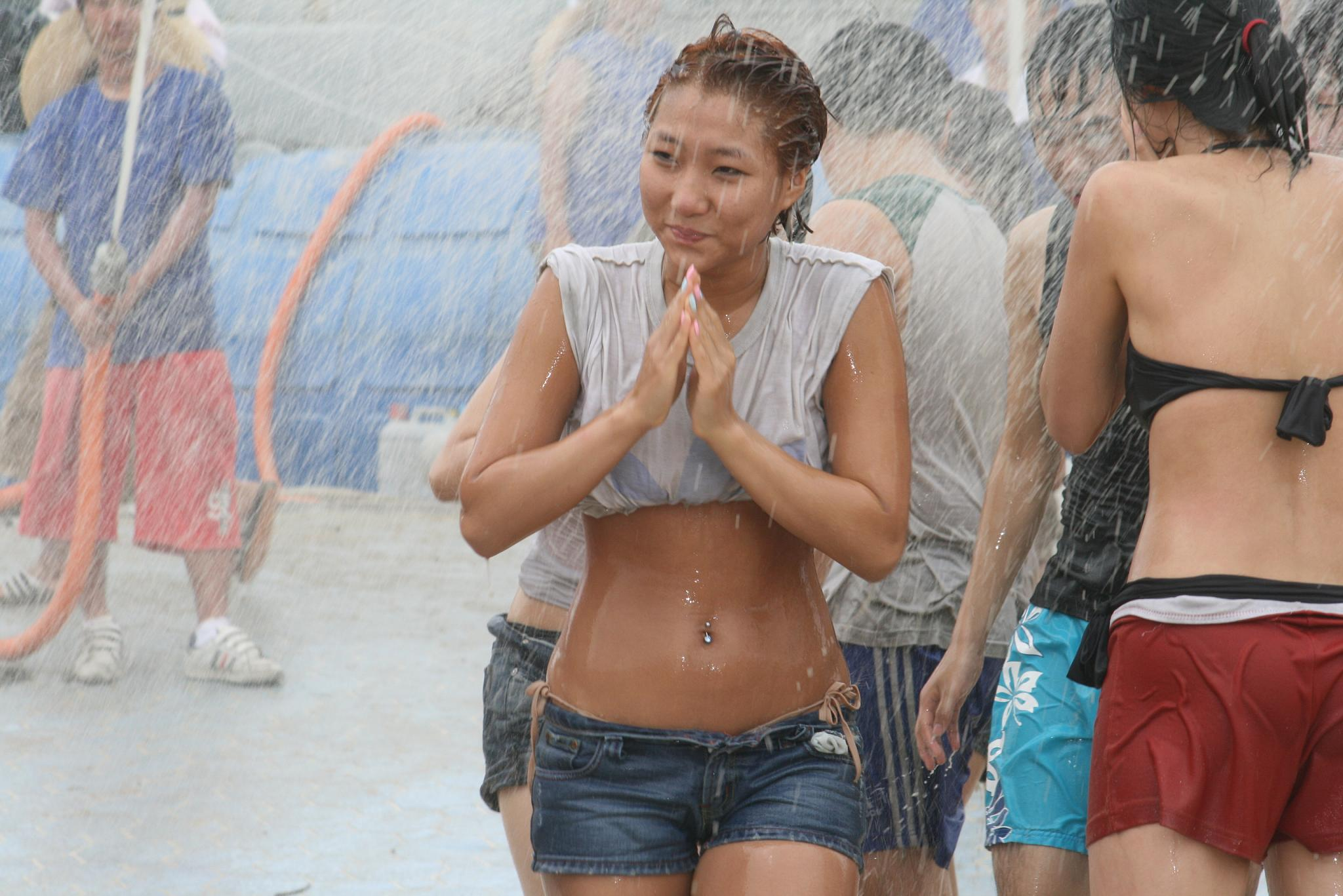
샤워1
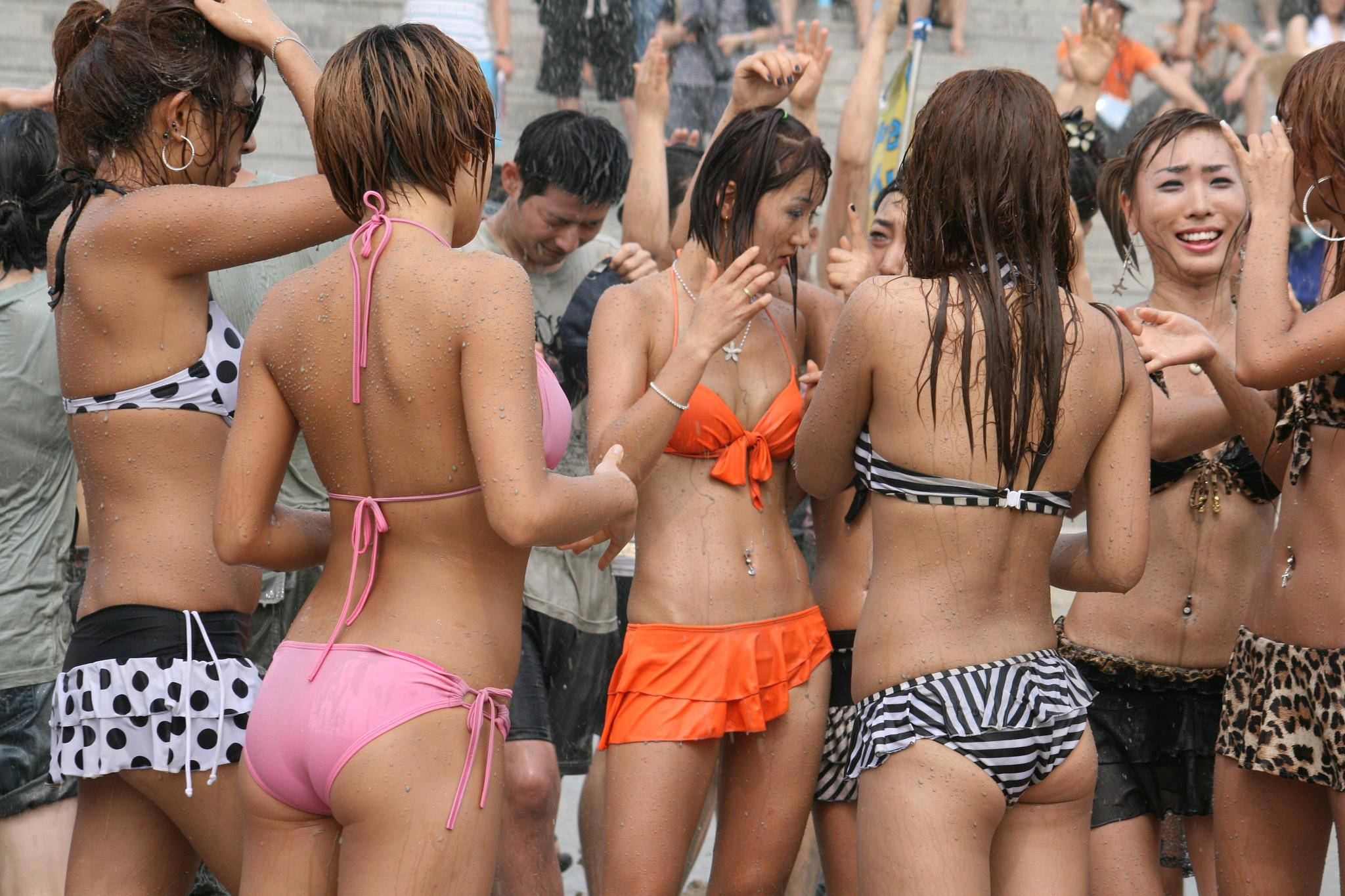
샤워2
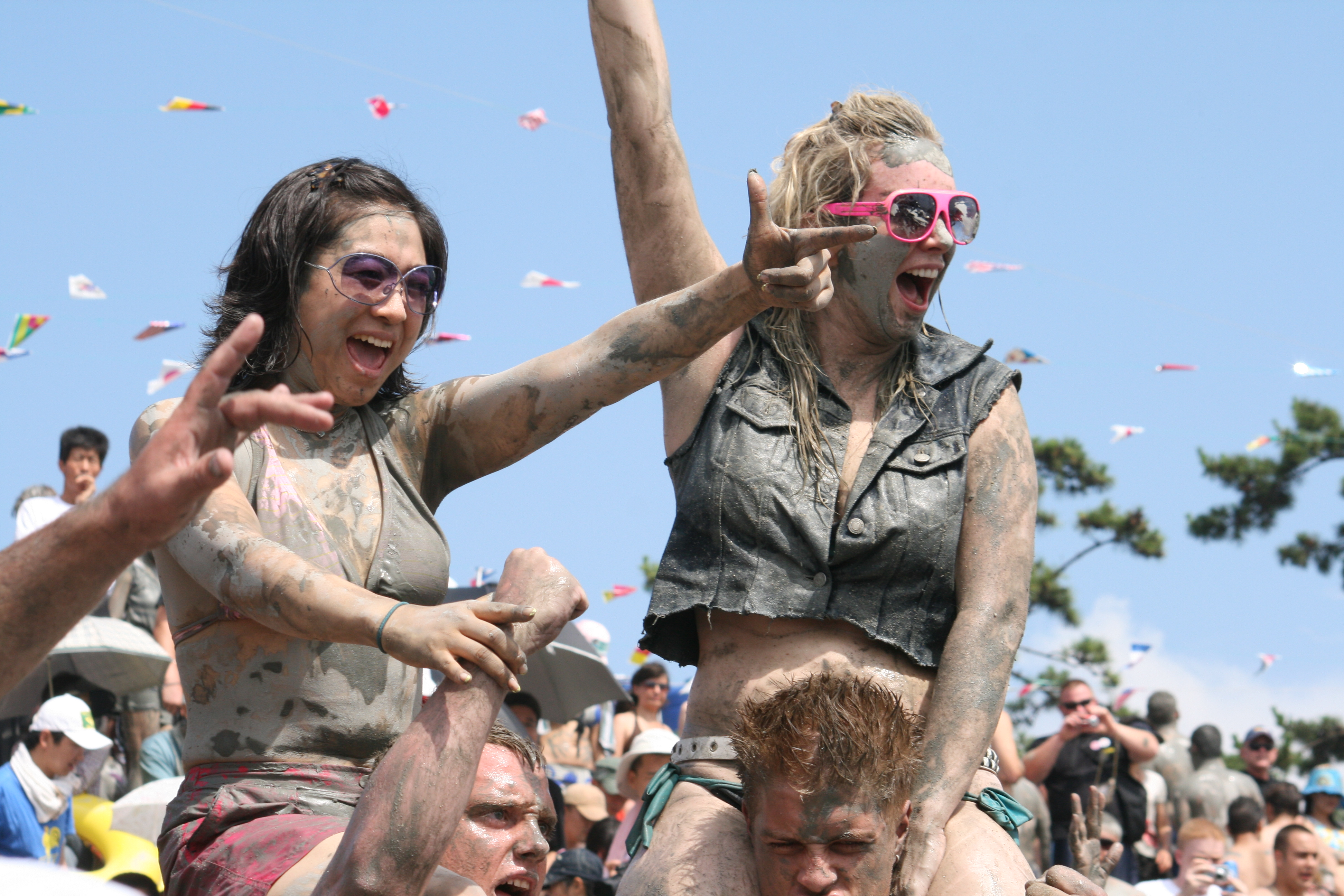
무등타고 싸우기
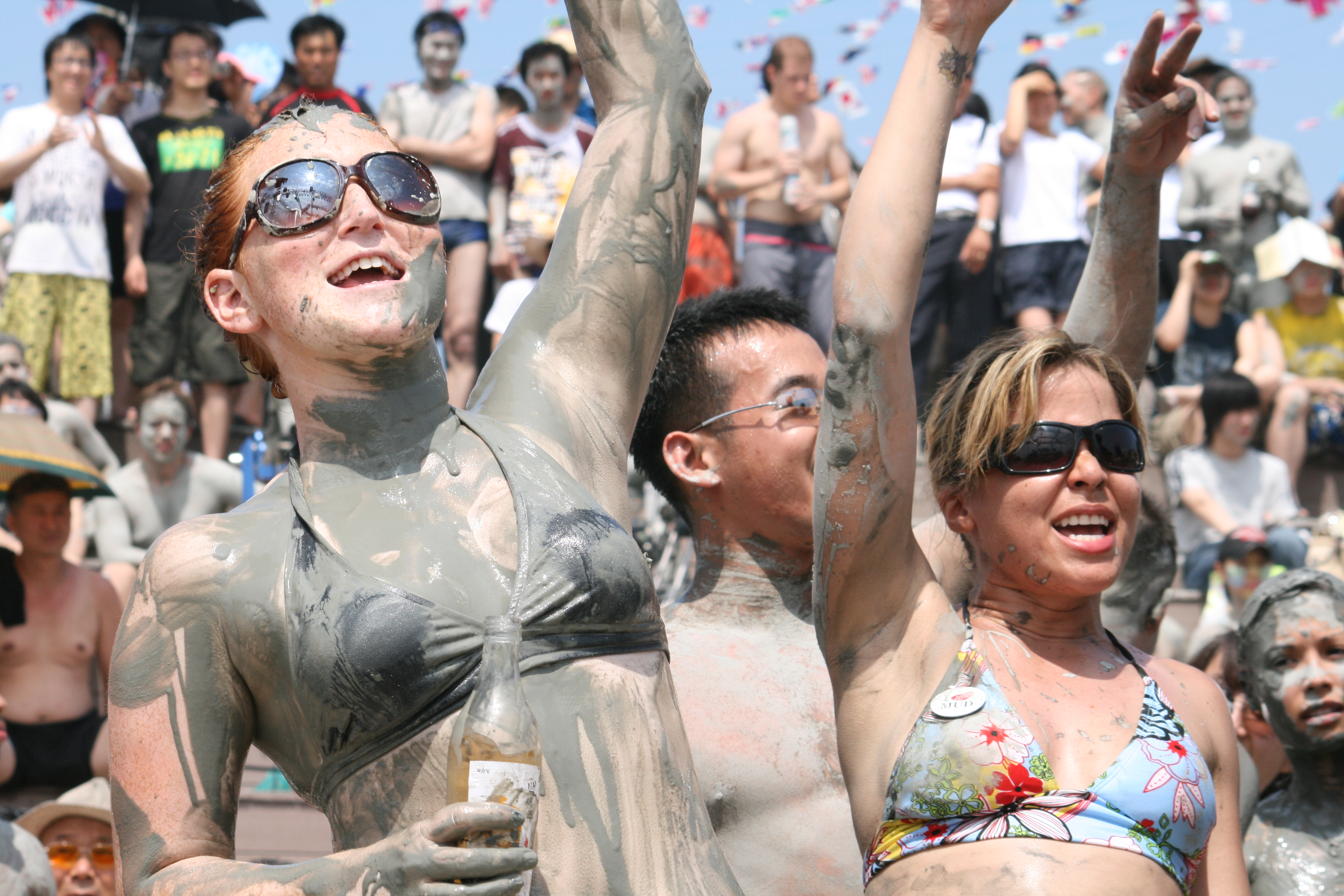
진흙탕 싸움
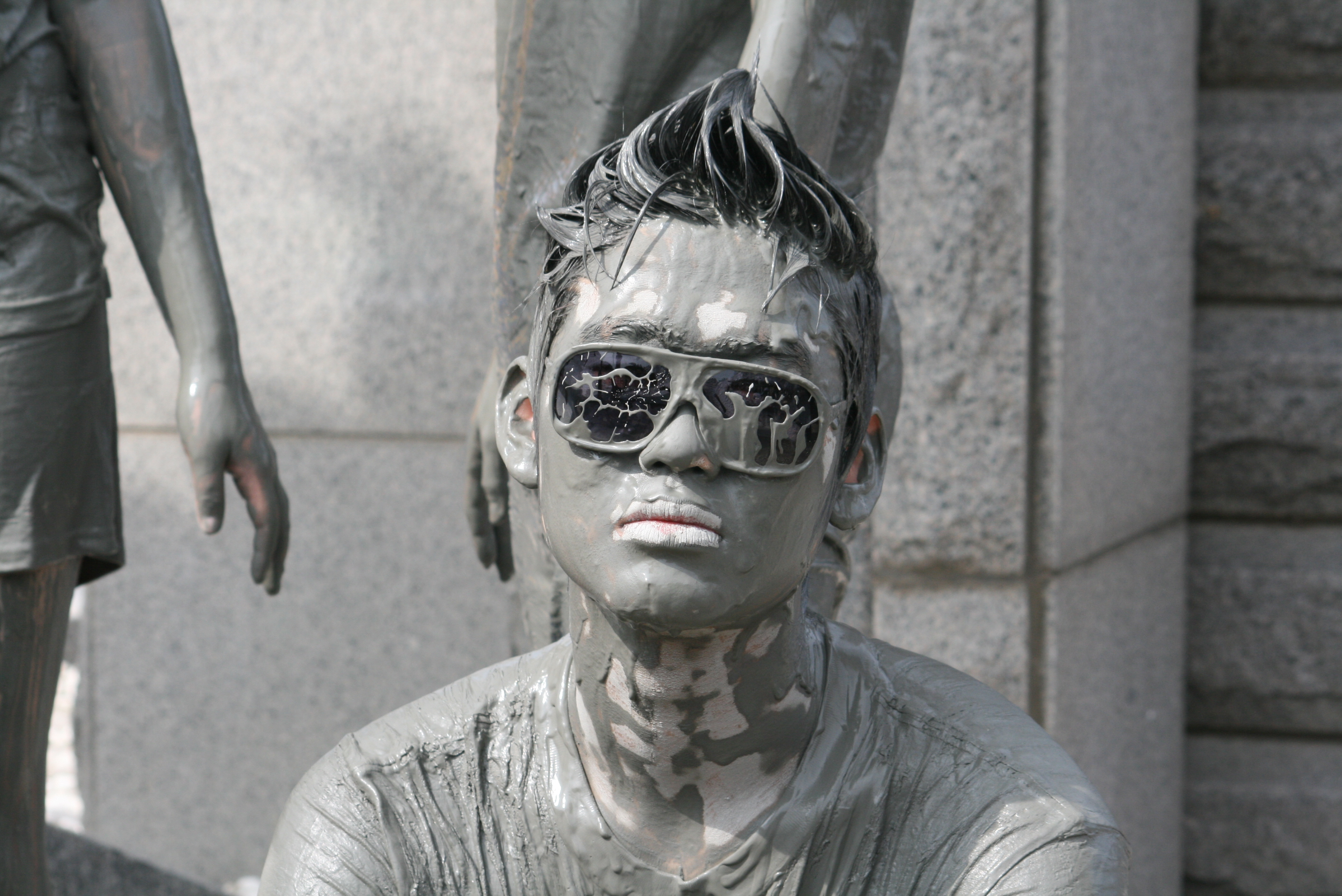
머드팩